# ۲ (آلبوم آرمین کورای)
۲(آلبوم آرمین کورای (انگلیسی: 2) اثر یک خواننده از قوم ترک‌های آناتولی است که سبک آن موسیقی راک است.این یک موسیقی به زبان ترکی است.